# Giulio Maresio
Giulio Maresio (Belluno, 1522 – Roma, 1º ottobre 1567) è stato un francescano italiano, condannato a morte per eresia dall'Inquisizione romana.

## Biografia
Nato in una famiglia colta e benestante, dal 1530 studiò a Bologna sotto il teologo francescano Domenico Fortunato il quale, segretamente aderente alle dottrine riformate, gli fece conoscere testi di autori protestanti come Lutero e Melantone.
Trasferitosi a Padova nel 1540 per studiare teologia nella locale Università con i professori Francesco Capodilista e Giovanni Lippomano, continuò ad approfondire le dottrine protestanti: una sua lettera compromettente, inviata nel 1546 al fratello sacerdote Francesco, finì nelle mani del suo insegnante di ginnasio Domenico Fortunato, nel frattempo nominato inquisitore, il quale tuttavia non aprì alcuna inchiesta a suo carico. Proprio al Fortunato il Maresio successe come guardiano del convento francescano di San Pietro di Belluno, dove era tornato, prendendovi i voti, dopo la laurea in teologia conseguita a Padova il 17 marzo 1550.
Qui fu scoperta la sua eresia e il Maresio andò a giustificarsi a Roma, da dove il cardinale Bernardino Maffei lo rimandò all'Inquisizione di Venezia per esservi processato. Riconosciuto colpevole di negare il purgatorio, il libero arbitrio e l'efficacia delle opere, abiurò il 31 dicembre 1551 e fu confinato per cinque anni nel convento di San Pietro di Cracovia.
Nel 1556 conobbe il francescano Francesco Lismanini, confessore della regina di Polonia Bona Sforza ma da tempo convertito al calvinismo: il Maresio abbandonò il saio e, con l'aiuto economico del Lismanini, partì per Zurigo dove avrebbe potuto meglio approfondire le dottrine riformate. Qui conobbe molti esuli italiani, come Lelio Socini, Bernardino Ochino, Pietro Martire Vermigli e Giorgio Biandrata.
Nel 1558, alla notizia della morte del padre, il Maresio decise di ritornare a Cracovia per rientrare nel proprio Ordine religioso e potere poi far ritorno a Belluno. A questo scopo presentò al nunzio in Polonia Berardo Bongiovanni un memoriale nel quale giustificava i suoi sbandamenti nella fede cattolica con l'istruzione eterodossa ricevuta nella prima gioventù dal teologo Fortunato. Assolto dal nunzio il 17 agosto 1560, dovette tuttavia rimanere nel convento di Cracovia.
Quando, sei anni dopo, ottenne il permesso di rientrare in Italia, fu arrestato: l'inquisitore di Belluno che lo accusò di eresia era un suo parente, Bonaventura Maresio. Ad accusarlo era il possesso di testi di teologia di Lutero, Melantone, Calvino, Guillaume Postel, ma anche di libri di cultura umanistica che avevano però il torto di essere commentati da personalità della Riforma, quali l'Hebreae gramaticae compendium di Francesco Stancaro, le Annotationes in Horatium di Heinrich Glarean e i Commentaria in Georgicam di Jodocus Willich.
Il processo fu avocato dall'Inquisizione romana, che si oppose alle richieste della Repubblica veneziana di far processare il Maresio dalla propria Inquisizione. A Roma era in corso il giudizio contro Pietro Carnesecchi ed entrambi gli imputati ebbero la sorte di essere processati dagli stessi giudici, i cardinali Bernardino Scotti, Scipione Rebiba, Francisco Pacheco e Gianfrancesco Gambara, che il 21 settembre 1567 emisero eguale condanna di morte. Al Maresio fu contestato di negare la presenza reale di Cristo nell'eucaristia e il primato papale oltre, come nel primo processo, il purgatorio, il libero arbitrio e l'efficacia delle opere.
Davanti al ponte Sant'Angelo fu allestito il patibolo e il 1º ottobre 1567 Maresio e Carnesecchi furono decapitati, i cadaveri bruciati e le ceneri disperse nel Tevere.